# Coleophora paraptarmica
Coleophora paraptarmica é uma espécie de mariposa do gênero Coleophora pertencente à família Coleophoridae.